# Niels-Henning Ørsted Pedersen

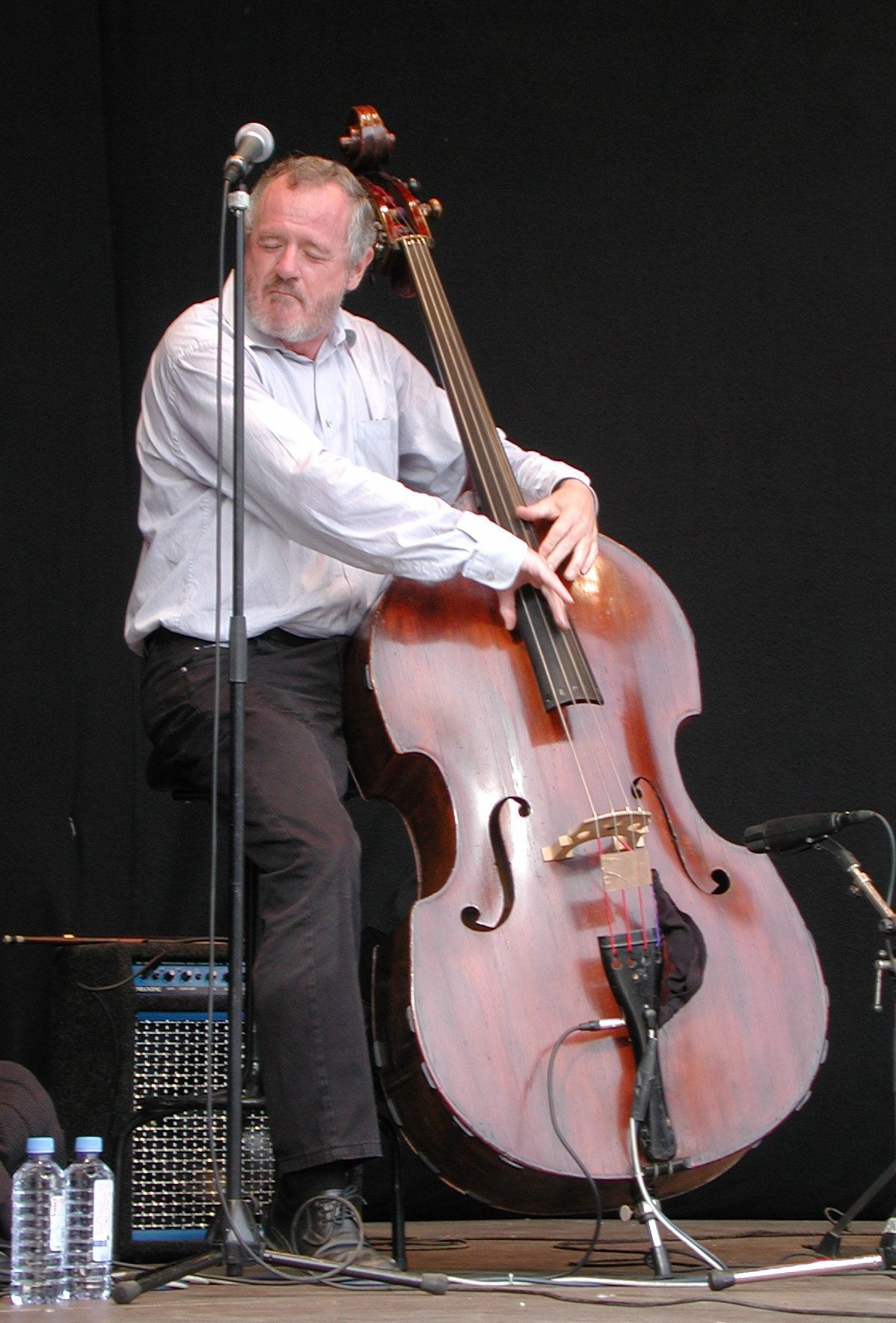
Niels-Henning Ørsted Pedersen (2001)

Niels-Henning Ørsted Pedersen (Osted bij Roskilde, 27 mei 1946 – Kopenhagen, 19 april 2005) was een Deens bassist die met jazzmusici als Count Basie, Stéphane Grappelli, Joe Pass, Oscar Peterson en de Belgische gitarist Philip Catherine werkte.
Pedersen werd geboren als zoon van een leraar aan een volkshogeschool. Hij volgde zes jaar pianoles, maar omdat hij muziek wilde maken met een vriend die ook piano speelde, schakelde hij over op de contrabas. Vanaf zijn veertiende speelde Pedersen met bekende Deense jazzmusici samen, en al in 1962 nam hij een plaat op met Bud Powell. Toen hij net zeventien was bood Count Basie hem een plaats aan in zijn Count Basie Orchestra, maar Pedersen sloeg het aanbod af. In plaats daarvan nam hij een engagement aan in de Kopenhaagse jazzclub Montmartre. Daarnaast maakte hij deel uit van het orkest van de Deense radio.
In de jaren zestig was hij een veelgevraagd musicus voor de Deense tournees van Amerikaanse jazzmusici als Sonny Rollins, Bill Evans, Dexter Gordon en Ben Webster. In de jaren zeventig ontstond een langdurige samenwerking tussen Pedersen en de Canadese jazzpianist Oscar Peterson. In deze periode begon hij ook een carrière als solist en als bandleider. In de jaren tachtig werkte Pedersen weer veel met de pianist Kenny Drew samen, die hij al sinds 1971 kende. Ze hadden met name in Japan veel succes, tot de dood van Drew in 1994 een eind maakte aan de samenwerking. Hierna begon Pedersen het NHØP-trio, met de Zweedse gitarist Ulf Wakenius en wisselende gastmuzikanten. Met zijn trio maakte Pedersen talrijke tournees en nam hij een groot aantal stukken op.
Om zijn virtuoze rechterhandtechniek en rustige toon was hij veelgevraagd als jazzbassist. Pedersen is op meer dan 400 jazzalbums te horen en heeft met tientallen jazzgrootheden gespeeld. Hij was daarnaast gastdocent contrabas, onder andere aan het conservatorium van Amsterdam. Pedersen won tweemaal de Down Beat Critics Poll (1961 en 1986), en ontving een Bird-trofee op het North Sea Jazz Festival van 1987. In 1991 won hij de muziekprijs van de Noordse Raad.
"The Dane with the Never Ending Name", meestal afgekort tot NHØP, overleed op 58-jarige leeftijd te Kopenhagen.
- Bibsys: 64430
- Biblioteca Nacional de España: XX888163
- Bibliothèque nationale de France: cb138981210 (data)
- Gemeinsame Normdatei: 129965510
- International Standard Name Identifier: 0000 0000 8411 7257
- Library of Congress Control Number: n81024656
- Nationale Bibliotheek van Letland: 000113916
- MusicBrainz: 3a3cec56-8514-49a0-b676-c816a5f43bda
- Nationale Bibliotheek van Tsjechië: ola2002158009
- Nationale bibliotheek van Australië: 35677711
- Nederlandse Thesaurus van Auteursnamen: 074232959
- Réseau des bibliothèques de Suisse occidentale: 02-A004022206
- Istituto Centrale per il Catalogo Unico: DDSV003131
- LIBRIS: 256460
- Système universitaire de documentation: 077440765
- Trove: 1038474
- Virtual International Authority File: 114610990
- WorldCat: E39PBJktmmbVjm67ydBxyb9v73